# MLDエンターテインメント
MLDエンターテインメント（MLD Entertainment、朝: MLD엔터테인먼트 ） は、大韓民国ソウル市の芸能企画事務所、総合エンターテインメント企業。MOMOLAND、TFN、Lapillusなどを輩出。2015年4月3日にダブルキックカンパニーとして設立され、2018年5月30日に「MLDエンターテインメント」に改称した。

## 概要
韓国の女性アイドル「Girl's Day」マネージャーだったイ・ヒョンジンによって設立された芸能プロダクションである。MLDという名称には「伝説のマネジメントが夢を叶えてくえる」という意味を込めた「Legendary management makes a dream come ture」の略字が由来となっている。

## 略歴
- 2015年4月3日 - ダブルキックカンパニーとして設立[3]。
- 2016年11月10日 - 会社初のガールズグループ・MOMOLANDがデビュー[5]。
- 2018年5月30日 - 会社名を「MLDエンターテインメント」に改称[6]。
- 2021年1月11日 - NHN、Sony Music Entertainment と手を組んで初のボーイズグループ・T1419（現:TFN）がデビュー[7]。
- 2021年4月23日 - BMエンターテインメント、R&Dカンパニー、Double H TNEの3つの企業を大規模買収し、またマネージメント部門にNHメディアの理事とGlobal Hの代表を兼任していたシム・ファソクとスター帝国で17年間プロデューサーを務めていたリュ・ジェヒョンを迎え入れた[8]。
- 2021年5月10日 - BLUEBERRY NFTと提携し、傘下所属のアーティストのNFT商品開発やBLUEBERRY NFTのエンターテイメント分野の事業エージェンシー業務を担当し、NFTの製品開発企画や販売マーケティングに対して共同で協力すると発表[9]
- 2022年6月20日 - ガールズグループ・Lapillusがデビュー[10]。
- 2023年3月22日 - フィリピンのボーイズグループ・HORI7ONがデビュー。

## 子会社
- BMエンターテインメント
- R&Dカンパニー
- Double H TNE

## 所属芸能人

### 歌手グループ
- Lapillus - 2022年デビューのガールズグループ
- HORI7ON - 2023年デビューのフィリピンのボーイズグループ

### アーティスト
- DJローズ - ミスコリア出身。2019年8月27日に移籍[11]

### ダンサー
- CocaNButter - 2018年結成。STREET WOMAN FIGHTER出演の6人組ダンスクルー

## 過去の所属芸能人

### 歌手グループ
- MOMOLAND - 2016年デビューのガールズグループ。2023年に解散
- TFN - 2021年デビューのボーイズグループ。2024年に解散

### 歌手
- テハ - 元MOMOLAND

### 女優
- ヨヌ - 元MOMOLAND

### 練習生
- キム・ドンビン - 2019年5月～7月に放送された韓国のオ―ディション番組「PRODUCE X 101」に出演[12]。

## 制作コンテンツ

### 番組
- MOMOLANDを探して（2016年、Mnet）
- DREAM MAKER（2023年、A2Z・カパミリア・チャンネル）ABS-CBNエンターテインメント、KAMP Globalとの共同制作